# Nelone incoides
Nelone incoides är en fjärilsart som beskrevs av William Schaus 1902. Nelone incoides ingår i släktet Nelone och familjen Riodinidae. Inga underarter finns listade i Catalogue of Life.